# 368
| [ Edytuj tabelę ] |                                          |
| Władca Guptów     | - 330 Samudragupta 375                   |
| Władca Korei      | - 331 Kogugwŏn 371                       |
| Papież            | - 366 Damazy I 384                       |
| Król Persji       | - 309 Szapur II 379                      |
| Cesarz Rzymu      | - 364 Walentynian I 375 - 364 Walens 378 |
| Król Wandalów     | - 359 Godigisel 406                      |

Rok 368 / CCCLXVIII
stulecia: III wiek ~
IV wiek ~
V wiek

lata: 358 «
363 «
364 «
365 «
366 «
367 «
368
» 369
» 370
» 371
» 372
» 373
» 378

## Wydarzenia
- Europa
  - Piktowie, Szkoci i Sasi napadli na Londyn i złupili go
  - Trzęsienie ziemi w Nicei
  - Jesień- cesarz Walentynian I pokonał Alamanów w Bitwie pod Solicinium

## Urodzili się
- Filostorgiusz - historyk Kościoła starożytnego, wyznawca arianizmu.